# Ричардс, Дэвид (спортивный функционер)
Дэвид Мичем Ричардс (англ. David Meachem Richards) — спортсмен и предприниматель, спортивный функционер. Президент британской автоспортивной федерации. Известен как создатель и руководитель гоночной компании Продрайв, выступавшую во многих гоночных сериях мирового уровня, также был директором нескольких команд Формулы-1, и некоторое время осуществлял руководство чемпионатом мира по ралли.

## Биография
Ричардс родился 3 июня 1952 года в Уорикшире, Великобритания. По специальности бухгалтер. Завоевал известность в автоспорте как раллийный штурман, выступал на автомобилях Leyland, Opel и Ford. За последнюю, в качестве штурмана Ари Ватанена, выиграл в 1981 году чемпионат мира по ралли.
Вскоре после своего чемпионства прекратил выступления и основал собственную команду Prodrive, выступавшую в чемпионате ралли. Со временем компания значительно разрослась, машины Продрайв выступали в мировой серии Гран Туризмо. Штаб-квартира Prodrive находится в Оксфорде.
В 1998 году после увольнения Флавио Бриаторе из команды Benetton Формулы-1 Дэвид Ричардс был приглашён на его место. Ричардс принял командование «Бенеттоном» в сложный период: команда осталась без поддержки автоконцерна «Рено». Результаты Benetton Supertec в чемпионате-98 были значительно ниже предыдущих сезонов. Это не удовлетворило семью Бенеттон, и со следующего года Рокко Бенеттон лично возглавил свою команду. Однако и ему не удалось справиться с кризисом.
В течение следующих лет Дэвид Ричардс возглавлял дирекцию чемпионата мира по ралли, который он когда-то выиграл. Ему удалось добиться значительного увеличения популярности этого вида гонок за счёт грамотного распространения прав на телевизионные трансляции.
Ричардс вернулся в Формулу-1 в 2002 году, сменив Крэйга Поллока на посту руководителя команды BAR. Влияние табачного концерна-спонсора, который представлял Поллок, снизилось, в то время как концерн Honda приобретал всё большую долю в команде. Ричардс реструктурировал команду и привлёк в неё молодого Дженсона Баттона, вскоре ставшего лидером BAR. В 2004 Дэвид сделал непопулярный ход, уволив чемпиона мира Жака Вильнёва. Зарплата экс-чемпиона составляла значительную часть бюджета команды, но в свой последний год канадец выглядел на трассе ничем не лучше Баттона.
Когда в 2005 году концерн Honda окончательно выкупил BAR, Ричардс уступил своё место Нику Фраю, ранее также работавшему в Prodrive. С этого момента Дэвид сосредоточился на управлении собственной компанией, добиваясь для неё лицензии на выступление в Формуле-1. В 2007 году он заключил договор с руководством серии, по которому с 2008 года болиды Prodrive должны были выйти на старт, став двенадцатой командой Формулы-1. Prodrive планировал использовать прошлогодние болиды McLaren, перекрашенные в собственные цвета, однако в результате иска со стороны команды Williams, это было признано незаконным, и команда отстранена от участия в чемпионате.
В 2005 году Ричардс был награждён титулом Командор Британской Империи.

## Семейное положение
Женат, жена Карен, трое детей.